# Premonstratenški red
Red regularnih kanonika Premonstranata, premonstratezi koji se po svom osnivaču sv. Norbertu od Xantena zovu još i norbertinci, je katolički crkveni red osnovan 1120. godine u gradu Prémontré blizu Laona u Francuskoj. Kratica reda glasi: O.Praem (Ordo Praemonstratensis). Unutrašnje uređenje reda prati pravilo sv. Augustina, a red se sastoji od muških kanonika te ženskih kanonisa. 

## Povijest reda
Red je osnovan 1120. godine, a već je 1126. godine primio odobrenje od pape Honorija II.  Već u 14. stoljeću red broji oko 1300 muških i 400 ženskih samostana u Europi. Kroz stoljeća se zbog luteranske reformacije, francuske revolucije i sekularizacije broj redovnika smanjuje tako da u 19. stoljeću ostaje u funkciji samo 8 samostana u Austriji. Tijekom 20. stoljeća broj samostana se povećava na 20 s oko 1000 redovnika. 2005. godine u stotinjak samostana na svim kontinentima djeluje oko 1000 redovnika i 200 redovnica .
Poznati redovnik je o. Werenfried van Straaten "Špek-pater", osnivač međunarodne dobrotvorne crkvene organizacije papinskog prava Crkve u nevolji.

## Premonstratenški obred
Red je sačuvao svoj obred sve do danas zahvaljujući svom ranom osnutku (1120.). Naime, papa Pio V. sastavio je 1570. godine novi liturgijski misal kojim je ukinuo sve obrede nastale nakon 1370. godine. Sam obred karakterizira svečanost liturgijskog slavlja te duhovnost misterija pashalnog otajstva. U obredima uskrsnog vremena posebno su svečane svete mise, ali i večernje molitve koje u pravilu završavaju procesijom do krstionice. Također među običaje spada i svakodnevno slavlje zavjetne mise na čast blažene djevice Marije koje se održava u svim samostanima reda.

## U Hrvata
Premonstratezi su u Hrvata bili nazočni u Čazmi. Prepoznatljivi po bijeloj opravi, osobito su bili usmjereni na propovijedanje puku. Duvne (koludrice, opatice) istoga reda u bile su nazočne Ivaniću i Remetincu.